# St. Michael (Neuhof)
Die römisch-katholische Pfarrkirche St. Michael befindet sich in Neuhof-Opperz im Landkreis Fulda.

## Baubeschreibung
Das Kirchengebäude ist eine dreischiffige Basilika mit Tonnengewölbe. Es wurde 1829–1831 nach den Plänen von Justus Kühnert aus Fulda erbaut. 1909 bis 1911 wurde die Kirche unter Architekt Friedrich Leukart aus Wiesbaden erweitert.
Der Glockenturm stammt noch aus mittelalterlicher Zeit und diente beim Vorgängerbau als Chorturm.

## Ausstattung

### Altäre und Kanzel
Der spätbarocke Hochaltar wurde von Johann Adam Schöppner um die Erbauungszeit entworfen. Die beiden Seitenaltäre sind um 1726 entstanden und befanden sich ursprünglich im Ursulinenkloster Fritzlar.
Der linke Seitenaltar zeigt ein Gemälde von Mariä Himmelfahrt, der rechte vom hl. Antonius von Padua. Letztere Gemälde wurden 1861 von Peter Geist aus Würzburg geschaffen.
Im hinteren Bereich der Kirche hängt ein Retabel im Renaissancestil, das wohl aus der ehemaligen Schlosskapelle in Niederkalbach stammt. Die Kanzel ist um die Erbauungszeit entstanden.

### Plastiken
Die Kirche verfügt über folgende Plastiken:
- Zwölf hölzerne Figuren der hl. Apostel (um 1900 angekauft)
- Hölzerne Figuren der vierzehn Nothelfer aus dem 17. Jahrhundert (im Turm)
- Eine Darstellung von Maria Immaculata (im hinteren Bereich der Kirche, in der Mitte des Retabels)

### Taufstein
Der Taufstein steht im untersten Geschoss des Turmes. Man findet auf ihm die Jahreszahl „xv c 30“ (1503).

### Sonstiges
Unter der Empore hängt ein großes Tatzenkreuz mit den vier Evangelistensymbolen. An der Außenwand des Turmes befinden sich mehrere Grabplatten.

### Orgel
Die Orgel wurde 1962 von Matthias Kreienbrink aus Osnabrück erbaut. Das mit einer elektrischen Kegelladen-Traktur ausgestattete Instrument verfügt über folgende Disposition:
| I Hauptwerk C–f3 |       |
| Bourdon          | 16′   |
| Prinzipal        | 08′   |
| Weidenpfeife     | 08′   |
| Gedackt          | 08′   |
| Oktave           | 04′   |
| Rohrflöte        | 04′   |
| Quinte           | 2 ⁄3′ |
| Kleinflöte       | 02′   |
| Mixtur IV-VI     |       |
| Helltrompete     | 08′   |

| II Positiv C–f3   |     |
| Rohrflöte         | 08′ |
| Quintadena        | 08′ |
| Singend Prinzipal | 04′ |
| Gemshorn          | 04′ |
| Oktävlein         | 02′ |
| Sesquialtera II   |     |
| Scharff IV        |     |
| Holzdulcian       | 16′ |
| Tremulant         |     |

| Pedal C–d1     |     |
| Subbaß         | 16′ |
| Prinzipalbaß   | 08′ |
| Gedacktbaß     | 08′ |
| Choralbaß      | 04′ |
| Flötbaß        | 02′ |
| Rauschwerk III |     |
| Posaune        | 16′ |

- Koppeln: II/I, I/P, II/P.
- Spielhilfen: 2 freie Kombinationen, Tutti, Auslöser, Absteller, Crescendo-Walze.

### Geläut
Im Glockenturm hängt ein fünfstimmiges Geläut, das 1949 von der Firma Petit & Gebr. Edelbrock angefertigt wurde.
| Nr. | Name                 | Schlagton | Inschrift                                                                            |
| --- | -------------------- | --------- | ------------------------------------------------------------------------------------ |
| 1   | Michaelsglocke       | d´        | SANKT MICHAEL STREITER GOTTES HILF UNS * BETET FÜR DIE DIE IHR LEBEN GABEN FÜR UNS.  |
| 2   | Herz-Mariä-Glocke    | e´        | HERZ MARIA MÄCHTIG UND GÜTIG BITTE FÜR UNS *                                         |
| 3   | Bonifatius-Glocke    | fis´      | HEILIGER BONIFATIUS GLAUBENSVATER ERHALTE UNS DEN GLAUBEN *                          |
| 4   | Antonius-Glocke      | a´        | HEILIGER ANTONIUS NACH DIESER PILGERFAHRT LASS UNS FRIEDEN FINDEN DIE EWIGE HEIMAT * |
| 5   | Bruder-Conrad-Glocke | h´        | BRUDER CONRAD ENTFLAMME DIE HERZEN ZU JENER LIEBE DIE DU GEÜBT HAST!                 |